# Michael Curcija
Michael Dragan Curcija (27 de junho de 1977) é um ex-futebolista profissional australiano que atuava como atacante.

## Carreira
Michael Curcija representou a Seleção Australiana de Futebol, nas Olimpíadas de 2000 que atuou em casa. 